# Хазар-тархан
Хаза́р-тарха́н — хазарский полководец. Возглавлял хазарскую армию во время похода Мервана ибн Мухаммеда вглубь Хазарии в 737 году. Во главе 40 тыс. войска шёл навстречу арабским силам, которые, преследуя хазарского кагана, стремительно двигались на север от хазарской столицы ал-Байда. Хазар-тархан с небольшой свитой беспечно отделился от основной армии, увлёкшись соколиной охотой, и был убит в стычке с встретившимся арабским авангардом. Арабы, оставаясь незамеченными и ещё не зная, что встретили руководителя, ночью того же дня напали на хазарское войско и разгромили его, убив 10 тыс. хазар и 7 тыс. взяв в плен. Оставшиеся силы были рассеяны. После этого поражения каган вынужден был заключить с Халифатом мир. Хазарские набеги на арабские провинции Закавказья на несколько десятилетий были прекращены.